# Lionel Jospin

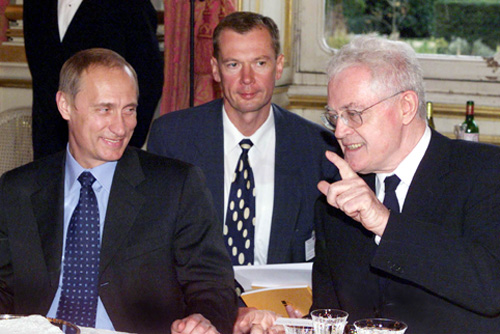
Vlagyimir Putyin franciaországi látogatáson 2000. október 29. és november 1. között

Lionel Jospin (Meudon (Hauts-de-Seine), 1937. július 12. –) francia szocialista politikus, kormányhivatalnok, egyetemi tanár.

## Családja
Protestáns családban született. Apja, Robert Jospin, irodalomtanár, majd iskolaigazgató, pacifista, libertárius nézeteket vallott. A II. Internacionálé francia szekciójának volt a tagja, támogatta a müncheni egyezményt. Franciaország német megszállása idején tanúsított magatartása miatt kizárták a szekcióból 1945-ben.

## Tanulmányai
Jospin ifjúkorában részt vett a franciaországi protestáns cserkészmozgalomban. Érettségi után bölcsészhallgató volt egy évig, majd Párizsban a Politikai Tanulmányok Intézetében kezdett tanulni 1956-ban. Nyaranta ifjúsági nevelőként vett részt táborokban, különösen a nehéz helyzetben élő fiatalokkal foglalkozott. Jól kosárlabdázott, rendszeresen játszott az egyetemek között rendezett versenyeken.
1961-ben sikeres felvételi vizsga után bekerült az Államigazgatási Egyetemre (ENA). Tanulmányai megkezdése előtt két év kötelező katonai szolgálatot teljesített. 1963 és 1965 között az ENA hallgatója volt. Többször töltötte nyári gyakorlatát a Nord és a Pas-de-Calais megyék feketekőszén bányáiban, az ott tapasztaltak meghatározó élménnyé váltak számára.

## Pályafutása
Politikai aktivitása 1956-ban kezdődött, ellenezte az Algéria elleni háborút, és belépett a Francia Diákszövetségbe (UNEF). Felháborította, amikor Budapesten leverték a szovjet csapatok a forradalmat, bírálta a II. Internacionálé munkáját, ezért 1958-ban jelentkezett a Szocialista Baloldal Uniójába (USG). 1960-ban a megalakuló Egyesített Szocialista Párt (PSU), az ún. második baloldal tagja lett.
1965 és 1970 között a francia külügyminisztériumban titkárként dolgozott a gazdasági ügyek igazgatóságán. Az 1968-as események hatására 1970-ben miniszteri engedéllyel átmenetileg elhagyta a külügyminisztériumot. Először előadó, majd az Université Paris-Sud egyetemen közgazdász adjunktus lett, később az egyetem Technológiai Intézetében (IUT) a Menedzsment és Vállalati gazdaságtan Tanszéket vezette.
1971-ben csatlakozott a Szocialista Párthoz, amely egységes baloldallá szervezte az ország valamennyi szocialista frakcióját. A François Mitterrand főtitkár köré tömörült ún. szakértői csoport tagjaként foglalkozott a kelet–nyugati kapcsolatokkal. 1975-től már meghatározó szerepet játszott Mitterrand oldalán annak a stratégiának a kidolgozásában, amely 1981-ben sikerre vitte a pártot. 1977-ben a főváros XVIII. kerületének képviselőjeként bekerült Párizs városi tanácsába. 1981-ben, amikor a Szocialista Párt kongresszusán Mitterrand-t jelölték az elnökválasztáson való részvételre, Jospin került a párt főtitkári posztjára.
1988-ban Mitterrand elnök újraválasztása után Michel Rocard miniszterelnök az oktatási minisztérium élére hívta Jospint. 1989. július 10-én megszavaztatta az ún. Loi Jospint, amely a francia oktatási rendszer reformját, valamint a tanárképzés jelentős mértékű átalakítását tűzte ki célul. A Plan Universités 2000 a felsőoktatás modernizálásával foglalkozott. A gimnazisták tiltakozó sztrájkja azonban meggyengítette pozícióját 1990-ben.
Jospin és Laurent Fabius mindig vetélytársak voltak, a rivalizálás 1990-ben a rennes-i kongresszuson érte el csúcspontját, és megbontotta a Szocialista Párt egységét. Jospin eltávolodott Mitterrand-tól. 1992-ben a helyhatósági választásokon vereséget szenvedtek a szocialisták, Édith Cresson kormánya megbukott, és ezzel Jospin miniszteri karrierje befejeződött. Lemondott a pártban betöltött funkcióiról is. Nagyköveti posztra pályázott, amit Alain Juppé külügyminiszter nem támogatott.
1995-ben a Szocialista Párt jelöltjeként indult a francia elnökválasztáson. Nagy meglepetésre megelőzte Jacques Chiracot az első fordulóban, a másodikban már alulmaradt Chirac-kal szemben, a szavazatok 47,36%-át sikerült csak megszereznie.
1995. október 14-én ismét a Szocialista Párt első titkára lett és az ellenzék vezetője. Létrehozta a kommunistákat, a zöldeket, a radikális szocialistákat, és a Polgárok Mozgalmát tömörítő ún. baloldali szövetséget, amely győzelmet aratott az 1997 júniusi előrehozott parlamenti választásokon. Chirac június 2-án Jospint nevezte ki miniszterelnökké. A baloldali szövetségre támaszkodó kormány magját pártjának aktivistái alkották, mint pl. Dominique Strauss-Kahn, Martine Aubry, Hubert Védrine, Claude Allègre, Élisabeth Guigou, a kommunista Marie-George Buffet-t nevezte ki ifjúsági és sportminiszterré. Martine Aubry a 35 órás munkahét bevezetésével teljesítette a szocialisták egyik választási ígéretét.
1999-ben a gazdasági-, ipari- és pénzügyminiszter Strauss-Kahn lemondott, mert az a gyanú merült fel, hogy fiktív munkáért állított ki hamis számlákat. Claude Allègre oktatási miniszter szintén lemondott a pedagógus szakszervezetek nyomására. 2000-ben nagy kormányátalakítást hajtott végre Jospin. A Szocialista Párt ún. elefántjait hívta meg a kormányba, Jack Lang az oktatásügyet kapta, Jospin riválisa, Fabius lépett Strauss-Kahn helyére.
2002. április 21-én Jospin indult az elnökválasztáson, de már az első fordulóban is csak a harmadik helyen végzett Chirac és Jean-Marie Le Pen mögött. Esti nyilatkozatában mélységes csalódásának adott hangot. Rendkívül nyugtalanítónak találta a szélsőjobb előretörését. Az ország érdekében végzett öt év kormányzati munka után a választási eredmény nagy csalódást okozott számára és végleg visszavonult a politikai életből. Május 6-án Jean-Pierre Raffarin vette át helyét a kormányban.
Lionel Jospin 2015. január 9-i hatállyal az alkotmányozó tanács tagja.

## Kitüntetései
- A Francia Köztársaság Becsületrendjének főtisztje
- A Francia Köztársaság Nemzeti Érdemrendjének nagykeresztje
- A Québec Nemzeti Rend tisztje

## Írásai
- L’Invention du possible, 1991.
- Le Temps de répondre, beszélgetések Alain Duhamellel, 2002.
- Le monde comme je le vois, 2005.
- L'Impasse, 2007.
- Lionel raconte Jospin, 2010.
- Le mal napoléonien, 2014.

## Kapcsolódó szócikk
- Franciaország miniszterelnökeinek listája